# Vendémian
Vendémian [vɑ̃.de.miɑ̃] (en occitan Vendemian [βen.ðe'mjan]) est une commune française située dans le centre du département de l'Hérault, en région Occitanie.
Exposée à un climat méditerranéen, elle est drainée par le ruisseau de Rouvièges, le ruisseau de Paravel et par un autre cours d'eau. La commune possède un patrimoine naturel remarquable : deux sites Natura 2000 (la « montagne de la Moure et Causse d'Aumelas » et les « garrigues de la Moure et d'Aumelas ») et deux zones naturelles d'intérêt écologique, faunistique et floristique.
Vendémian est une commune rurale qui compte 1 157 habitants en 2022, après avoir connu une forte hausse de la population depuis 1975. Elle fait partie de l'aire d'attraction de Montpellier. Ses habitants sont appelés les Vendémianais et Vendémianaises.

## Géographie
La commune est située à une trentaine de kilomètres de Montpellier. Elle est desservie par les autoroutes A75 (sortie 57 Clermont-l'Hérault) et A750 (sortie 59 Gignac).

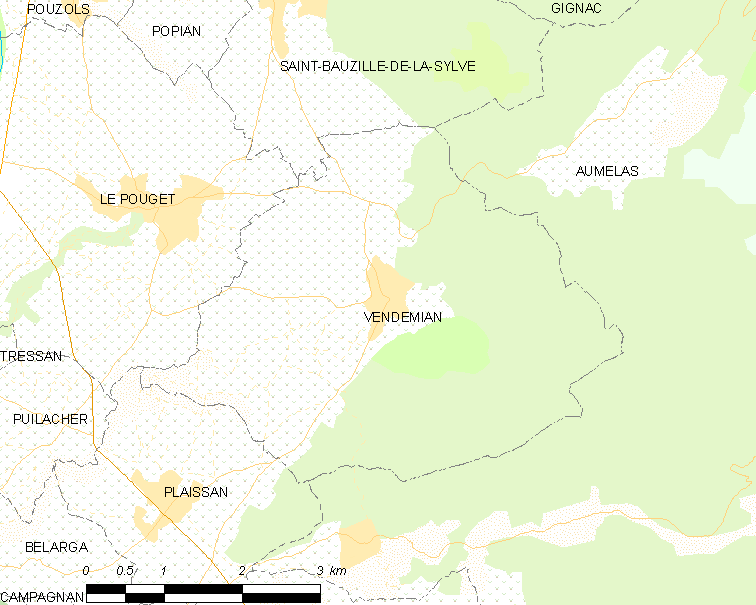
Carte

### Climat
Pour des articles plus généraux, voir Climat de l'Occitanie et Climat de l'Hérault.
En 2010, le climat de la commune est de type climat méditerranéen franc, selon une étude s'appuyant sur une série de données couvrant la période 1971-2000. En 2020, Météo-France publie une typologie des climats de la France métropolitaine dans laquelle la commune est exposée à un climat méditerranéen et est dans la région climatique  Provence, Languedoc-Roussillon, caractérisée par une pluviométrie faible en été, un très bon ensoleillement (2 600 h/an), un été chaud (21,5 °C), un air très sec en été, sec en toutes saisons, des vents forts (fréquence de 40 à 50 % de vents > 5 m/s) et peu de brouillards.
Pour la période 1971-2000, la température annuelle moyenne est de 14,1 °C, avec une amplitude thermique annuelle de 16,2 °C. Le cumul annuel moyen de précipitations est de 831 mm, avec 6,4 jours de précipitations en janvier et 2,7 jours en juillet. Pour la période 1991-2020, la température moyenne annuelle observée sur la station météorologique la plus proche, située sur la commune de Saint-André-de-Sangonis à 9 km à vol d'oiseau, est de 15,5 °C et le cumul annuel moyen de précipitations est de 652,4 mm,. Pour l'avenir, les paramètres climatiques de la commune estimés pour 2050 selon différents scénarios d'émission de gaz à effet de serre sont consultables sur un site dédié publié par Météo-France en novembre 2022.

### Milieux naturels et biodiversité

#### Réseau Natura 2000

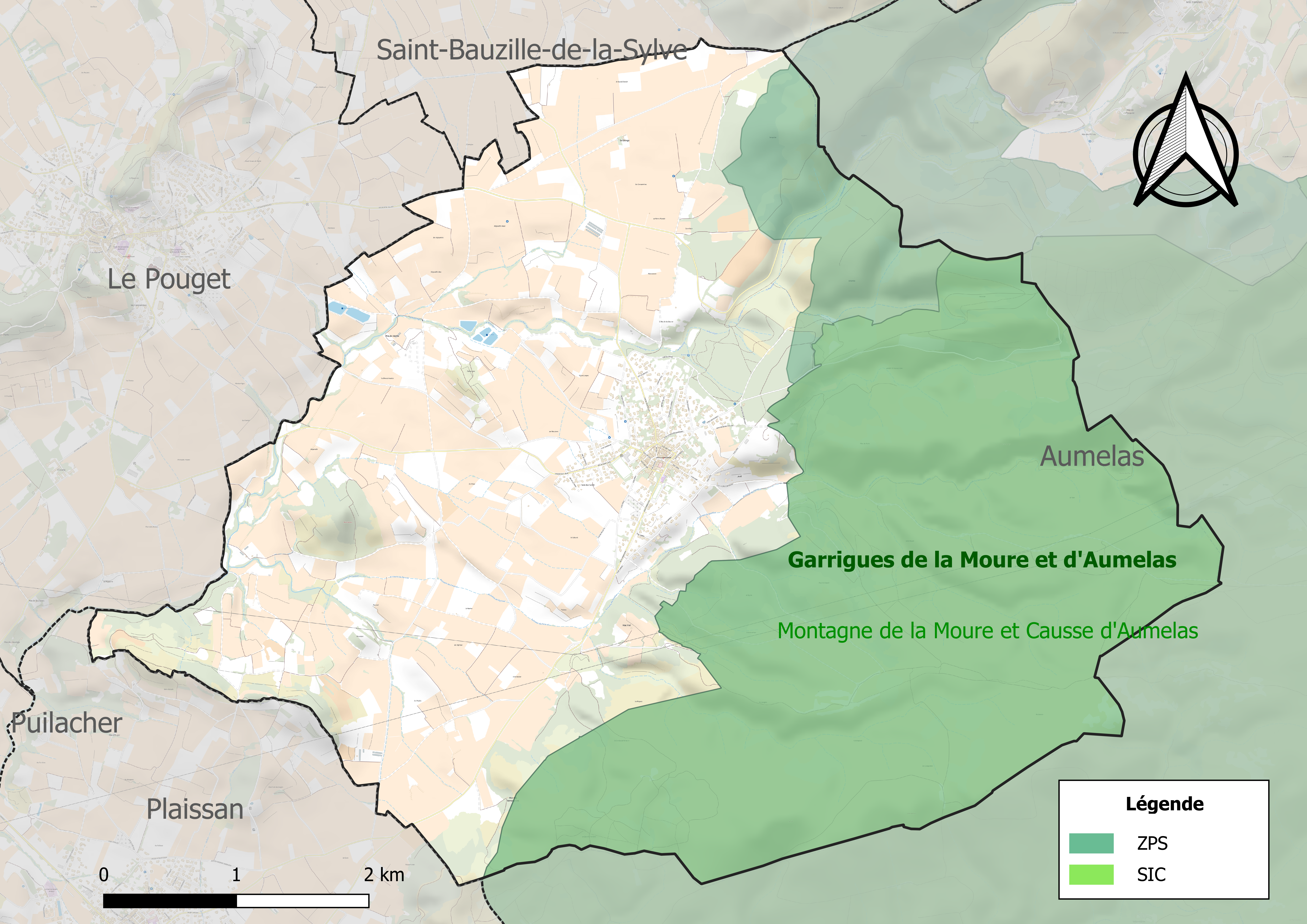
Site Natura 2000 sur le territoire communal.

Le réseau Natura 2000 est un réseau écologique européen de sites naturels d'intérêt écologique élaboré à partir des directives habitats et oiseaux, constitué de zones spéciales de conservation (ZSC) et de zones de protection spéciale (ZPS).
Un site Natura 2000 a été défini sur la commune au titre de la directive habitats :
- la « montagne de la Moure et Causse d'Aumelas », d'une superficie de 10 694 ha, présentant sur 20 % de son territoire un couvert de pelouses méditerranéennes à brachypode rameux (Brachypodium ramosum) bien entretenues grâce à une pratique pastorale encore très fréquente. Des landes, broussailles, recrus, maquis et garrigues et phrygana couvrent 45 %, et des forêts sempervirentes non-résineuses (chênaie verte et blanche avec de grands houx arborescents) pour 25 %. Sept espèces de chauve-souris, dont 3 d'intérêt communautaire, présentes sur le site[9]

et un au titre de la directive oiseaux : 
- les « garrigues de la Moure et d'Aumelas », d'une superficie de 9 015 ha, abritant un couple nicheur d'Aigles de Bonelli. Ce site est aussi important pour l'aigle royal, comme zone d'alimentation des individus erratiques et d'un couple nicheur à proximité[10].

#### Zones naturelles d'intérêt écologique, faunistique et floristique
L’inventaire des zones naturelles d'intérêt écologique, faunistique et floristique (ZNIEFF) a pour objectif de réaliser une couverture des zones les plus intéressantes sur le plan écologique, essentiellement dans la perspective d’améliorer la connaissance du patrimoine naturel national et de fournir aux différents décideurs un outil d’aide à la prise en compte de l’environnement dans l’aménagement du territoire.
Une ZNIEFF de type 1 est recensée sur la commune :
le « causse d'Aumelas occidental » (1 786 ha), couvrant 2 communes du département et une ZNIEFF de type 2, : 
le « causse d'Aumelas et montagne de la Moure » (16 237 ha), couvrant 16 communes du département.

Carte des ZNIEFF de type 1 et 2 à Vendémian.
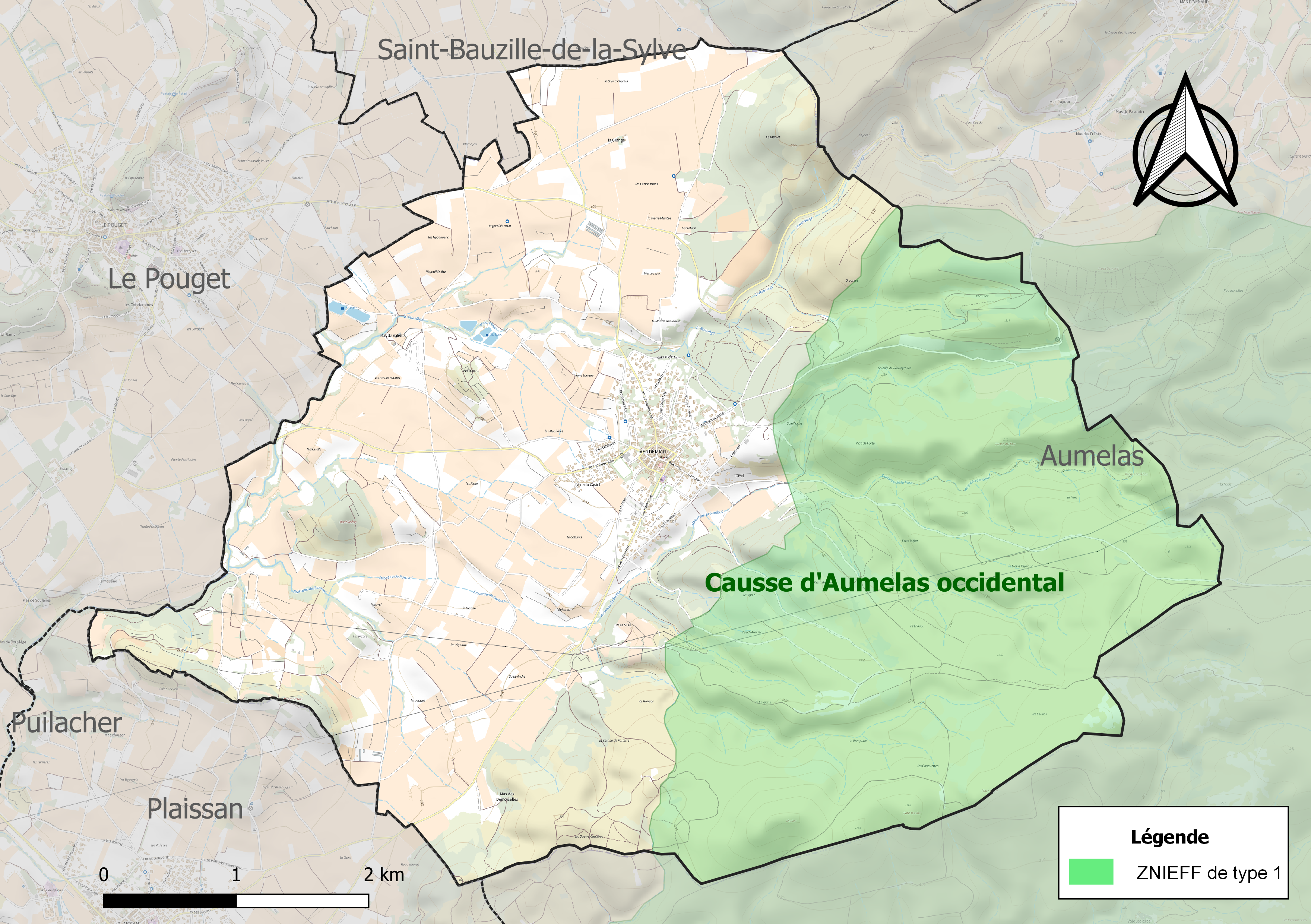
Carte de la ZNIEFF de type 1 sur la commune.
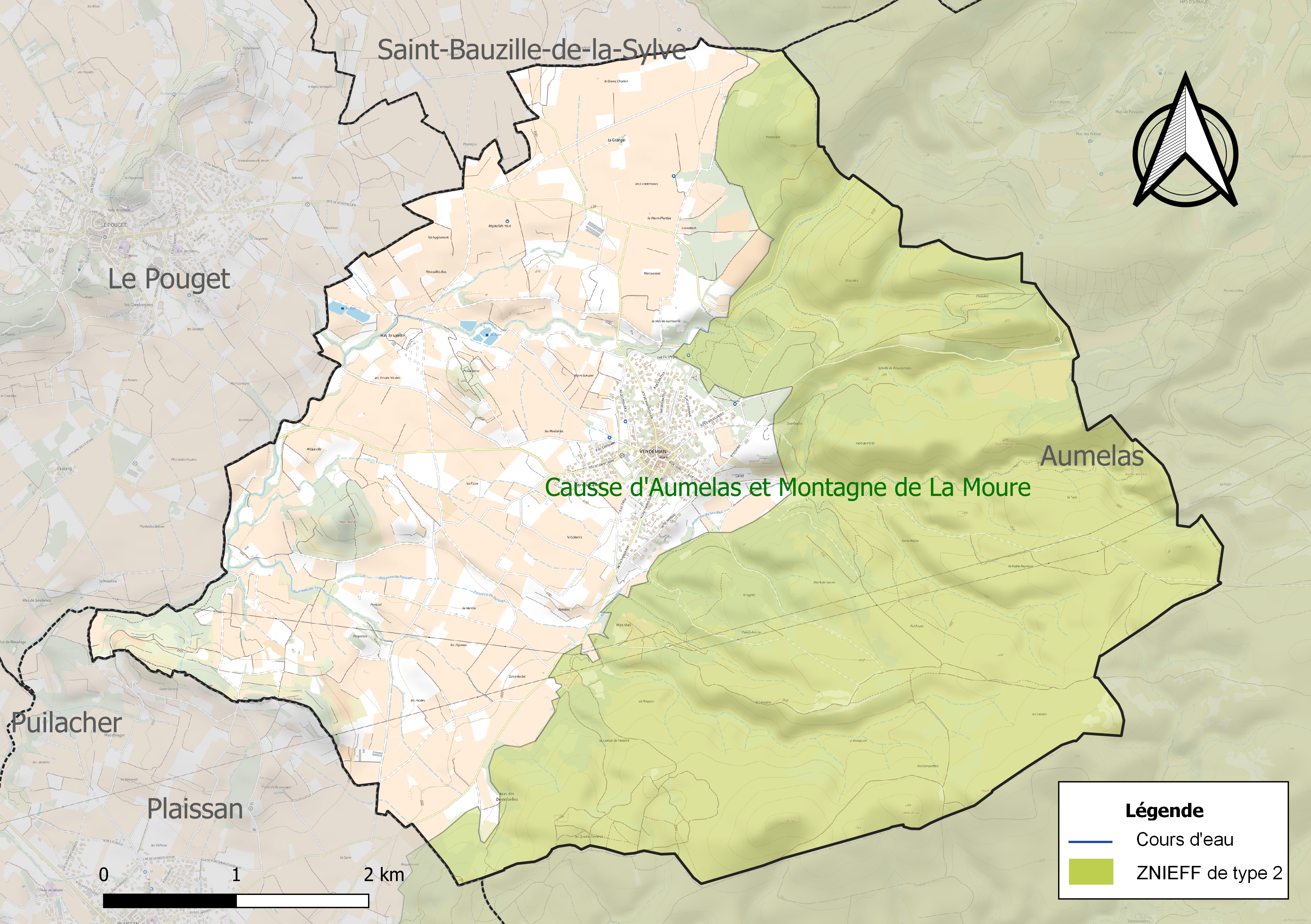
Carte de la ZNIEFF de type 2 sur la commune.

## Urbanisme

### Typologie
Au 1er janvier 2024, Vendémian est catégorisée bourg rural, selon la nouvelle grille communale de densité à sept niveaux définie par l'Insee en 2022.
Elle est située hors unité urbaine. Par ailleurs la commune fait partie de l'aire d'attraction de Montpellier, dont elle est une commune de la couronne,. Cette aire, qui regroupe 161 communes, est catégorisée dans les aires de 700 000 habitants ou plus (hors Paris),.

### Occupation des sols
L'occupation des sols de la commune, telle qu'elle ressort de la base de données européenne d’occupation biophysique des sols Corine Land Cover (CLC), est marquée par l'importance des forêts et milieux semi-naturels (52,4 % en 2018), en diminution par rapport à 1990 (53,4 %). La répartition détaillée en 2018 est la suivante : 
milieux à végétation arbustive et/ou herbacée (47,5 %), cultures permanentes (39,8 %), forêts (4,9 %), zones agricoles hétérogènes (4,6 %), zones urbanisées (3,2 %). L'évolution de l’occupation des sols de la commune et de ses infrastructures peut être observée sur les différentes représentations cartographiques du territoire : la carte de Cassini (XVIIIe siècle), la carte d'état-major (1820-1866) et les cartes ou photos aériennes de l'IGN pour la période actuelle (1950 à aujourd'hui).

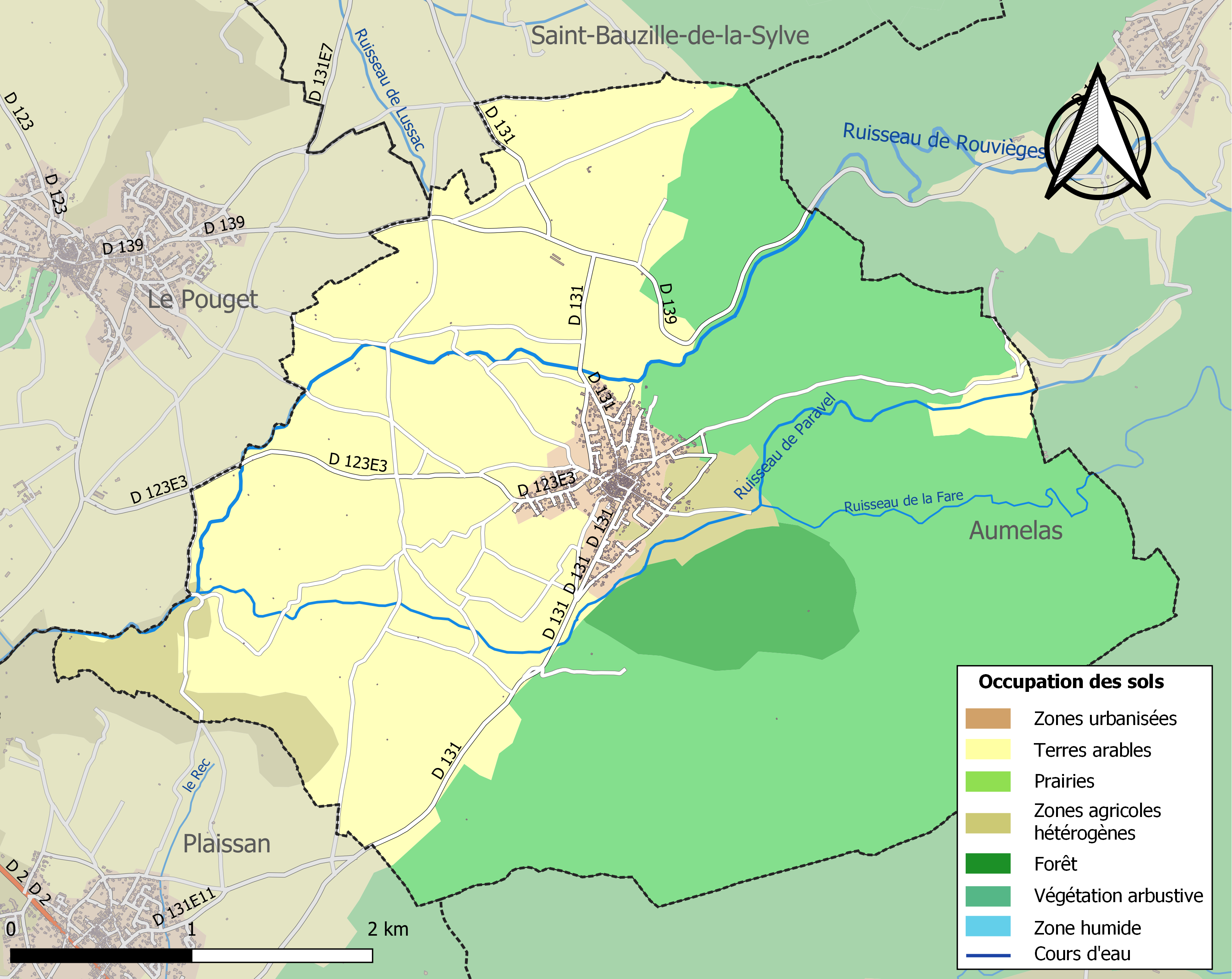
Carte des infrastructures et de l'occupation des sols de la commune en 2018 (CLC).

### Risques majeurs
Le territoire de la commune de Vendémian est vulnérable à différents aléas naturels : météorologiques (tempête, orage, neige, grand froid, canicule ou sécheresse), inondations, feux de forêts et séisme (sismicité faible). Il est également exposé à un risque technologique,  le transport de matières dangereuses. Un site publié par le BRGM permet d'évaluer simplement et rapidement les risques d'un bien localisé soit par son adresse soit par le numéro de sa parcelle.

#### Risques naturels
Certaines parties du territoire communal sont susceptibles d’être affectées par le risque d’inondation par débordement de cours d'eau, notamment le ruisseau de Rouvièges. La commune a été reconnue en état de catastrophe naturelle au titre des dommages causés par les inondations et coulées de boue survenues en 1982, 2002 et 2014,.
Vendémian est exposée au risque de feu de forêt. Un plan départemental de protection des forêts contre les incendies (PDPFCI) a été approuvé en juin 2013 et court jusqu'en 2022, où il doit être renouvelé. Les mesures individuelles de prévention contre les incendies sont précisées par deux arrêtés préfectoraux et s’appliquent dans les zones exposées aux incendies de forêt et à moins de 200 mètres de celles-ci. L’arrêté du 25 avril 2002 réglemente l'emploi du feu en interdisant notamment d’apporter du feu, de fumer et de jeter des mégots de cigarette dans les espaces sensibles et sur les voies qui les traversent sous peine de sanctions. L'arrêté du 11 mars 2013 rend le débroussaillement obligatoire, incombant au propriétaire ou ayant droit,.

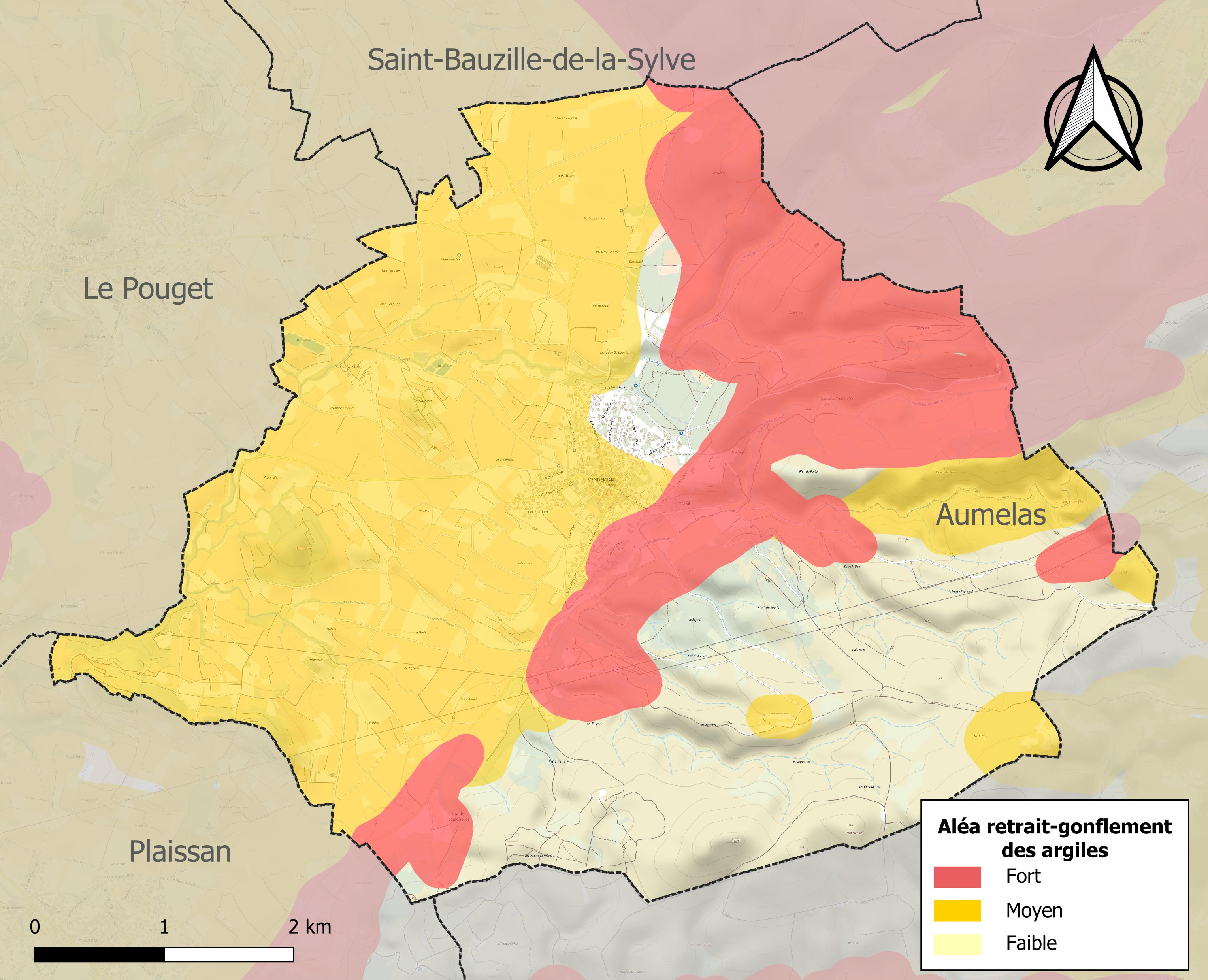
Carte des zones d'aléa retrait-gonflement des sols argileux de Vendémian.

Le retrait-gonflement des sols argileux est susceptible d'engendrer des dommages importants aux bâtiments en cas d’alternance de périodes de sécheresse et de pluie. 71,6 % de la superficie communale est en aléa moyen ou fort (59,3 % au niveau départemental et 48,5 % au niveau national). Sur les 494 bâtiments dénombrés sur la commune en 2019, 421 sont en aléa moyen ou fort, soit 85 %, à comparer aux 85 % au niveau départemental et 54 % au niveau national. Une cartographie de l'exposition du territoire national au retrait gonflement des sols argileux est disponible sur le site du BRGM,.
Par ailleurs, afin de mieux appréhender le risque d’affaissement de terrain, l'inventaire national des cavités souterraines permet de localiser celles situées sur la commune.

#### Risques technologiques
Le risque de transport de matières dangereuses sur la commune est lié à sa traversée par des infrastructures routières ou ferroviaires importantes ou la présence d'une canalisation de transport d'hydrocarbures. Un accident se produisant sur de telles infrastructures est susceptible d’avoir des effets graves sur les biens, les personnes ou l'environnement, selon la nature du matériau transporté. Des dispositions d’urbanisme peuvent être préconisées en conséquence.

## Toponymie
La commune a été connue sous les variantes : parrochia S. Marcellini de Vindimiano (1129), parrochia S. Marcellini et S. Petri de Vindimiano (1155), villa de Vindimiano (1171), de Vendemiano (1172), villa de Vindemiano (1187), Vendemiano (1321), Vindemia (1622), Vendemian (1770).
Le nom de la ville provient d'un domaine gallo-romain, gentilice latin Vindemius (de basse époque) + suffixe -anum.

## Histoire

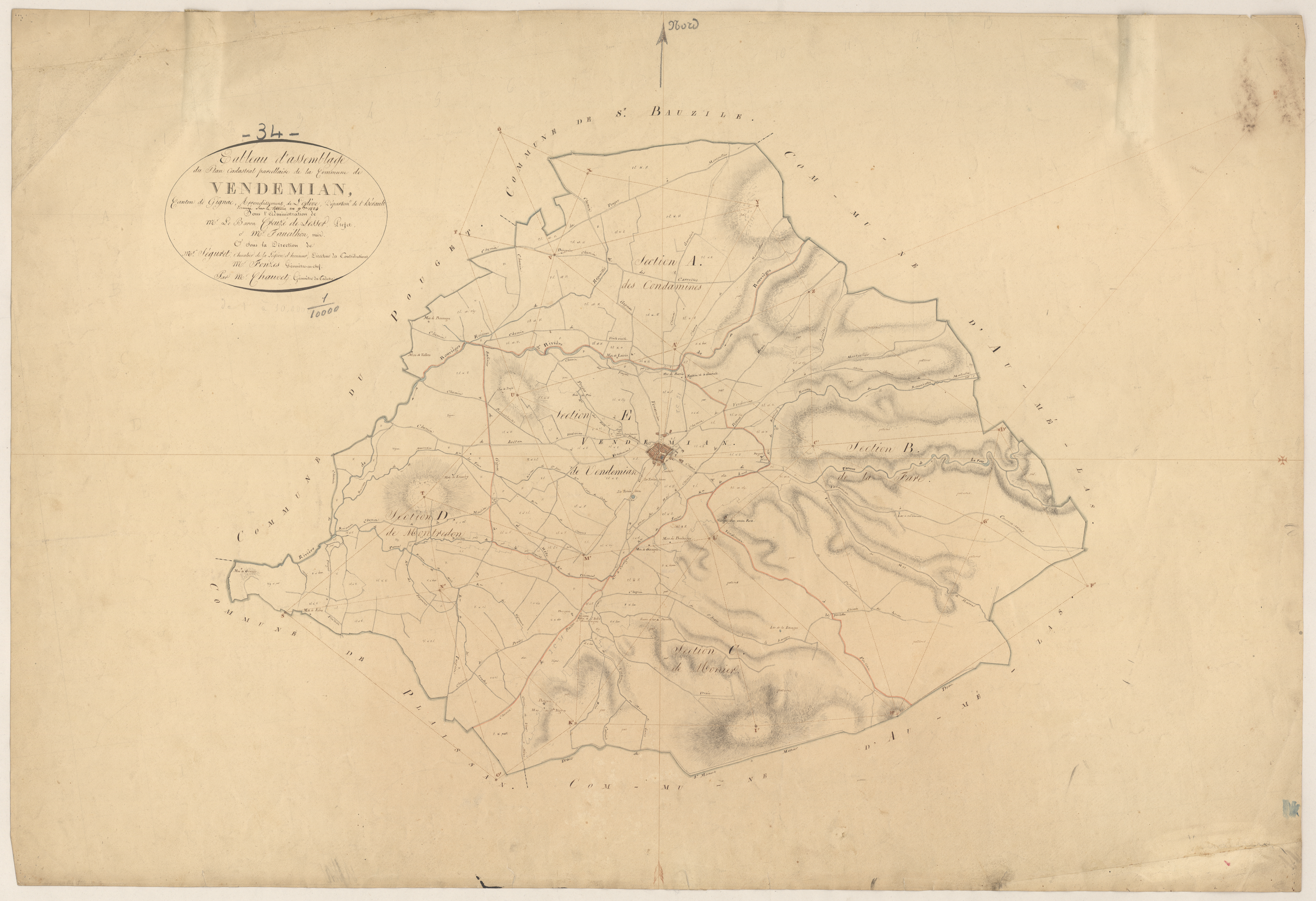
Plan cadastral (1824).

## Politique et administration

### Tendances politiques et résultats
| Scrutin             | Scrutin             | 1er tour | 1er tour | 1er tour | 1er tour | 1er tour    | 1er tour | 1er tour | 1er tour   | 1er tour | 1er tour | 1er tour   | 1er tour | 2d tour | 2d tour | 2d tour | 2d tour | 2d tour | 2d tour |
| Scrutin             | Scrutin             | 1er      | 1er      | %        | 2e       | 2e          | %        | 3e       | 3e         | %        | 4e       | 4e         | %        | 1er     | 1er     | %       | 2e      | 2e      | %       |
| ------------------- | ------------------- | -------- | -------- | -------- | -------- | ----------- | -------- | -------- | ---------- | -------- | -------- | ---------- | -------- | ------- | ------- | ------- | ------- | ------- | ------- |
| Présidentielle 2017 | Présidentielle 2017 |          | FN       | 28,22    |          | LFI         | 26,56    |          | EM         | 22,41    |          | LR         | 11,34    |         | EM      | 54,39   |         | FN      | 45,61   |
| Présidentielle 2022 | Présidentielle 2022 |          | RN       | 31,19    |          | LFI         | 20,00    |          | LREM       | 20,56    |          | REC        | 6,01     |         | RN      | 51,77   |         | LREM    | 48,23   |
| Législatives 2022   | 4e                  |          | RN       | 28,43    |          | LFI (NUPES) | 23,79    |          | LREM (ENS) | 17,74    |          | PS (diss.) | 14,52    |         | RN      | 53,70   |         | LFI     | 46,30   |
| Législatives 2024   | 4e                  |          | RN       | 44,88    |          | LFI (NFP)   | 31,78    |          | HOR (ENS)  | 18,52    |          | REC        | 2,71     |         | RN      | 54,47   |         | LFI     | 45,53   |

### Liste des maires
| Période                                  | Période   | Identité                    | Étiquette | Qualité                                                          |
| ---------------------------------------- | --------- | --------------------------- | --------- | ---------------------------------------------------------------- |
| 1792                                     | 1795      | Jean-Baptiste Coustal       |           |                                                                  |
| 1795                                     | 1809      | Mathieu Liron               |           |                                                                  |
| 1809                                     | 1816      | Michel Marc Faucilhon       |           |                                                                  |
| 1816                                     | 1819      | Victor Pascal Denis Cellier |           |                                                                  |
| 1819                                     | 1832      | Michel Marc Faucilhon       |           |                                                                  |
| 1832                                     | 1836      | Pierre Liron                |           |                                                                  |
| 1836                                     | 1840      | Claude Pierre Cellier       |           |                                                                  |
| 1840                                     | 1848      | Pierre Faucil               |           |                                                                  |
| 1848                                     | 1849      | Pierre Lautier              |           |                                                                  |
| 1849                                     | 1857      | Prosper Liron               |           |                                                                  |
| 1857                                     | 1866      | François Amadou             |           | Adjoint faisant fonction de Maire. Elu Maire le 26 Janvier 1858. |
| 1866                                     | 1870      | Alexandre Cellier           |           |                                                                  |
| 1870                                     | 1871      | Pierre Daumas               |           | Maire provisoire                                                 |
| 1871                                     | 1881      | Alexandre Cellier           |           |                                                                  |
| 1881                                     | 1883      | Jean-Pierre Lautier         |           |                                                                  |
| 1883                                     | 1884      | Jean Nougaret               |           | Adjoint remplace le Maire décédé                                 |
| 1884                                     | 1888      | Pierre Hippolyte Faucil     |           |                                                                  |
| 1888                                     | 1900      | Philémon Vidal              |           |                                                                  |
| 1900                                     | 1904      | Raymond Daumas              |           |                                                                  |
| 1904                                     | 1912      | Cyprien Ricard              |           |                                                                  |
| 1912                                     | 1914      | Raymond Daumas              |           |                                                                  |
| 1914                                     | 1916      | Frédéric Rodier             |           | Conseiller municipal remplace le Maire décédé                    |
| 1916                                     | 1919      | Clément Bro                 |           |                                                                  |
| 1919                                     | 1925      | Jean Combés                 |           |                                                                  |
| 1925                                     | 1929      | Henri Barrier               |           |                                                                  |
| 1929                                     | 1930      | Etienne Bascou              |           |                                                                  |
| 1930                                     | 1935      | Junior Revel                |           |                                                                  |
| 1935                                     | 1941      | Henri Paloc                 |           |                                                                  |
| 1941                                     | 1944      | Charles De Joly De Cabanoux |           | Président de la délégation spéciale                              |
| 1944                                     | 1945      | Michel Zaragoza             |           | Président du comité local de libération                          |
| 1945                                     | 1947      | Henry Barrier               |           |                                                                  |
| 1947                                     | 1965      | Marcelin Sanch              |           |                                                                  |
| 1965                                     | 1971      | Paul Gounel                 |           |                                                                  |
| 1971                                     | 1992      | Jacques Barral              |           |                                                                  |
| 1992                                     | mars 2001 | Pierre Cellier              |           |                                                                  |
| mars 2001                                | mars 2014 | Éric Paloc                  |           |                                                                  |
| mars 2014                                | En cours  | David Cablat                | DVG       | Professeur des écoles                                            |
| Les données manquantes sont à compléter. |           |                             |           |                                                                  |

## Démographie
L'évolution du nombre d'habitants est connue à travers les recensements de la population effectués dans la commune depuis 1793. Pour les communes de moins de 10 000 habitants, une enquête de recensement portant sur toute la population est réalisée tous les cinq ans, les populations de référence des années intermédiaires étant quant à elles estimées par interpolation ou extrapolation. Pour la commune, le premier recensement exhaustif entrant dans le cadre du nouveau dispositif a été réalisé en 2005.

En 2022, la commune comptait 1 157 habitants, en évolution de +9,88 % par rapport à 2016 (Hérault : +7,49 %, France hors Mayotte : +2,11 %).
| 1793 | 1800 | 1806 | 1821 | 1831 | 1836 | 1841 | 1846 | 1851 |
| ---- | ---- | ---- | ---- | ---- | ---- | ---- | ---- | ---- |
| 539  | 550  | 611  | 658  | 660  | 641  | 616  | 610  | 514  |

| 1856 | 1861 | 1866 | 1872 | 1876 | 1881 | 1886 | 1891 | 1896 |
| ---- | ---- | ---- | ---- | ---- | ---- | ---- | ---- | ---- |
| 534  | 534  | 523  | 553  | 576  | 508  | 407  | 435  | 440  |

| 1901 | 1906 | 1911 | 1921 | 1926 | 1931 | 1936 | 1946 | 1954 |
| ---- | ---- | ---- | ---- | ---- | ---- | ---- | ---- | ---- |
| 498  | 540  | 570  | 568  | 534  | 573  | 488  | 539  | 519  |

| 1962 | 1968 | 1975 | 1982 | 1990 | 1999 | 2005 | 2006 | 2010  |
| ---- | ---- | ---- | ---- | ---- | ---- | ---- | ---- | ----- |
| 532  | 533  | 528  | 536  | 589  | 792  | 924  | 947  | 1 065 |

| 2015  | 2020  | 2022  | - | - | - | - | - | - |
| ----- | ----- | ----- | - | - | - | - | - | - |
| 1 043 | 1 154 | 1 157 | - | - | - | - | - | - |

## Économie

### Revenus
En 2018, la commune compte 464 ménages fiscaux, regroupant 1 143 personnes. La médiane du revenu disponible par unité de consommation est de 21 250 € (20 330 € dans le département).

### Emploi
|                | 2008   | 2013   | 2018   |
| -------------- | ------ | ------ | ------ |
| Commune        | 8,6 %  | 9,8 %  | 10,6 % |
| Département    | 10,1 % | 11,9 % | 12 %   |
| France entière | 8,3 %  | 10 %   | 10 %   |

En 2018, la population âgée de 15 à 64 ans s'élève à 685 personnes, parmi lesquelles on compte 80,2 % d'actifs (69,6 % ayant un emploi et 10,6 % de chômeurs) et 19,8 % d'inactifs,. Depuis 2008, le taux de chômage communal (au sens du recensement) des 15-64 ans est inférieur à celui du département, mais supérieur à celui de la France.
La commune fait partie de la couronne de l'aire d'attraction de Montpellier, du fait qu'au moins 15 % des actifs travaillent dans le pôle,. Elle compte 111 emplois en 2018, contre 124 en 2013 et 102 en 2008. Le nombre d'actifs ayant un emploi résidant dans la commune est de 485, soit un indicateur de concentration d'emploi de 23 % et un taux d'activité parmi les 15 ans ou plus de 62,6 %.
Sur ces 485 actifs de 15 ans ou plus ayant un emploi, 82 travaillent dans la commune, soit 17 % des habitants. Pour se rendre au travail, 88,5 % des habitants utilisent un véhicule personnel ou de fonction à quatre roues, 2,3 % les transports en commun, 4,7 % s'y rendent en deux-roues, à vélo ou à pied et 4,5 % n'ont pas besoin de transport (travail au domicile).

### Activités hors agriculture
75 établissements sont implantés  à Vendémian au 31 décembre 2019. Le tableau ci-dessous en détaille le nombre par secteur d'activité et compare les ratios avec ceux du département,.
| Secteur d'activité                                                                                        | Commune | Commune | Département |
| Secteur d'activité                                                                                        | Nombre  | %       | %           |
| --- | ------- | ------- | ----------- |
| Ensemble                                                                                                  | 75      | 100 %   | (100 %)     |
| Industrie manufacturière, industries extractives et autres                                                | 7       | 9,3 %   | (6,7 %)     |
| Construction                                                                                              | 15      | 20 %    | (14,1 %)    |
| Commerce de gros et de détail, transports, hébergement et restauration                                    | 23      | 30,7 %  | (28 %)      |
| Information et communication                                                                              | 2       | 2,7 %   | (3,3 %)     |
| Activités financières et d'assurance                                                                      | 1       | 1,3 %   | (3,2 %)     |
| Activités immobilières                                                                                    | 1       | 1,3 %   | (5,3 %)     |
| Activités spécialisées, scientifiques et techniques et activités de services administratifs et de soutien | 10      | 13,3 %  | (17,1 %)    |
| Administration publique, enseignement, santé humaine et action sociale                                    | 6       | 8 %     | (14,2 %)    |
| Autres activités de services                                                                              | 10      | 13,3 %  | (8,1 %)     |

Le secteur du commerce de gros et de détail, des transports, de l'hébergement et de la restauration est prépondérant sur la commune puisqu'il représente 30,7 % du nombre total d'établissements de la commune (23 sur les 75 entreprises implantées  à Vendémian), contre 28 % au niveau départemental.

### Agriculture
La commune est dans la « Plaine viticole », une petite région agricole occupant la bande côtière du département de l'Hérault. En 2020, l'orientation technico-économique de l'agriculture  sur la commune est la viticulture.
|               | 1988  | 2000  | 2010  | 2020 |
| ------------- | ----- | ----- | ----- | ---- |
| Exploitations | 71    | 66    | 53    | 43   |
| SAU (ha)      | 1 831 | 1 253 | 1 107 | 391  |

Le nombre d'exploitations agricoles en activité et ayant leur siège dans la commune est passé de 71 lors du recensement agricole de 1988  à 66 en 2000 puis à 53 en 2010 et enfin à 43 en 2020, soit une baisse de 39 % en 32 ans. Le même mouvement est observé à l'échelle du département qui a perdu pendant cette période 67 % de ses exploitations,. La surface agricole utilisée sur la commune a également diminué, passant de 1 831 ha en 1988 à 391 ha en 2020. Parallèlement la surface agricole utilisée moyenne par exploitation a baissé, passant de 26 à 9 ha.

## Culture locale et patrimoine

### Lieux et monuments
- Église Saint-Pierre de Vendémian. L'édifice a été inscrit au titre des monuments historiques en 1987[35].
- l'enceinte médiévale
- la porte Notre-Dame
- la tour du clocher
- la mairie
- le lavoir de la Guirale
- le puits des Horts

### Héraldique
|  | Les armoiries de Vendémian se blasonnent ainsi : D'or, au pairle losangé d'or et de gueules. |

### Personnalités liées à la commune
- Fernand Raux (1863-1955), préfet de police de Paris[36].

## Sports
- L'Avenir Sportif Vendémianaise défend les couleurs de Vendémian en championnat de France de balle au tambourin.
- Vendémian Football Club a été créé en 2014 à la demande des jeunes du village. Le logo reprend les couleurs du village : jaune et noir, ainsi que les symboles du blasons vendémianais. Depuis 2018, cette équipe Senior est en entente avec le club voisin USP (Le Pouget). Le logo a donc été amélioré afin d’arborer les couleurs des deux équipes : jaune et noir / rouge et bleu.

## Évènements
- Le 2 octobre 2009, plus d'un millier d'hectares de taillis et de garrigues ont brûlé sur les terres de la commune.